# الحرب الأهلية الليتوانية (1381-1384)
كانت الحرب الأهلية الليتوانية بين عامي 1381 و1384 أول صراع حول السلطة بين يوغيلا رأس دوقية ليتوانيا الكبرى وملك بولندا لاحقًا، وابن عمه فيتاوتاس العظيم. بدأت الحرب بعدما وقّع يوغيلا معاهدة دوفيديسكيس مع فرسان التيوتون، والتي كانت ضد عمّه كيستوتيس، والد فيتاوتاس. استحوذ كيستوتيس على السلطة في دوقية ليتوانيا الكبرى لفترة قصيرة، ثم تعرّض للخيانة على يد أتباع يوغيلا، تحديدًا أولئك المتمركزون في فيلنيوس. خلال مفاوضات من أجل الهدنة، اعتُقل كيستوتيس وفيتاوتاس ونُقلا إلى قلعة كريفا. توفي كيستوتيس هناك بعد أسبوع، بينما تمكن فيتاوتاس من الهرب وسعى لاحقًا إلى إبرام تحالفٍ مع فرسان التيوتون. لاحقًا، غزت قواتهما المشتركة أراضي ليتوانيا. في نهاية المطاف، تصالح أبناء العم إثر حاجة يوغيلا إلى الاستقرار الداخلي كي يتهيأ للتفاوض مع دوقية موسكو الكبرى ومملكة بولندا بخصوص تنصير ليتوانيا. لم تحلّ الحرب الصراع على السلطة، بل استمر الصراع خلال الحرب الأهلية الليتوانية التالية بين عامي 1389 و1392، والتي حُسمت إثر توقيع اتفاقية أوستروف. بعد أكثر من 10 سنوات على بدء الصراع، أصبح فيتاوتاس أخيرًا دوق ليتوانيا الأكبر، وحكم البلاد 38 عامًا.

## خلفية
حكم الأخوان ألغيرداس وكيستوتيس دوقية ليتوانيا الكبرى بشكل مشترك وسلمي. أمضى ألغيرداس، وهو الدوق الأكبر لليتوانيا، معظم حياته وهو يتداول شؤون المقاطعات الشرقية من دوقية ليتوانيا الكبرى، والتي استوطنتها شعوب سلافية تؤمن بالمسيحية الأرثوذكسية. تولى كيستوتيس، نيابة عن ألغيرداس، معظم شؤون القسم الغربي، ويشمل ذلك الدفاعات ضد فرسان التيوتون. توفي ألغيرداس عام 1377 تاركًا العرش لابنه يوغيلا، الابن الأكبر من زوجته الثانية أوليانا أميرة تفير. استمرّ كيستوتيس وفيتاوتاس بالتعاون مع يوغيلا، حتى عندما طعن آندريه، أمير بولوتسك، بحقّ يوغيلا في تولي العرش، باعتبار أن آندريه هو الابن الأكبر لألغيرداس من زوجته الأولى ماريا أميرة فيتيبسك.
استمر فرسان التيوتون بتنظيم حملاتهم الصليبية ضد ليتوانيا الوثنية. نُظمت حملة ضخمة في شتاء عام 1378 وصل فرسان التيوتون خلالها إلى برست وحتى نهر بريبيات. غزا التنظيم الليفوني قرية أُبيتي، وهددت حملة أخرى العاصمة الليتوانية فيلنيوس. في صيف عام 1379، بُعث سكيرغايلا، شقيق يوغيلا، إلى فرسان التيوتون لمناقشة الوضع الحالي وسبل التحوّل إلى المسيحية وتوقف التنظيم الليفوني عن دعم آندريه. لا تزال تفاصيل تلك البعثة مجهولة، وتقول الشائعات أن سكيرغايلا زار رأس الإمبراطورية الرومانية المقدسة أيضًا. وبينما لا تزال أهداف ونتيجة الزيارة غير واضحة، تُعتبر تلك أول مؤامرة على كيستوتيس. أثناء تلك الزيارة، عرض كيستوتيس التفاوض من أجل إبرام هدنة مع فرسان التيوتون مقابل تبادل الأسرى. في 29 سبتمبر عام 1379، وُقّعت هدنة مدتها 10 سنوات في تراكي. كانت تلك آخر معاهدة يوقعها كيستوتيس ويوغيلا سوية. تبعها مفاوضات سرية امتدت ثلاثة أيام بين يوغيلا وفرسان التيوتون في فيلنيوس. على أي حال، حمت الهدنة الأراضي المسيحية في الجنوب فقط، بينما بقيت أراضي كيستوتيس الوثنية في شمال وغرب ليتوانيا عرضة لهجمات فرسان التيوتون.
في شهر فبراير عام 1380، أبرم يوغيلا، وحده وبدون كيستوتيس، هدنة مدتها 5 أشهر مع التنظيم الليفوني لحماية الأراضي الخاضعة لسلطة ليتوانيا وإيقاف دعم التنظيم لآندريه أمير بولوتسك. في 31 مايو 1380، وقّع يوغيلا اتفاقية دوفيديسكيس السرية مع الأستاذ الأعظم لتنظيم فرسان التيوتون، فينريش فون كنيبروده. كانت أحكام المعاهدة، بالمجمل، ملتوية وغير واضحة كليًا. بناءً على شروط تلك المعاهدة، وافق يوغيلا على عدم التدخل في هجمات فرسان التيوتون ضد كيستوتيس أو أولاده. لكن إن كان توفير الدعم لكيستوتيس ضروريًا كي لا تُثار أي شبهات، لا يجب أن يخرق هذا الدعم شروط الاتفاقية.